# Volkswagen Passat IV
La Volkswagen Passat IV (chiamata anche Passat B4) è un'autovettura prodotta dalla casa automobilistica tedesca Volkswagen dal 1993 al 1997.
Si tratta della quarta generazione della berlina Volkswagen.

## Descrizione

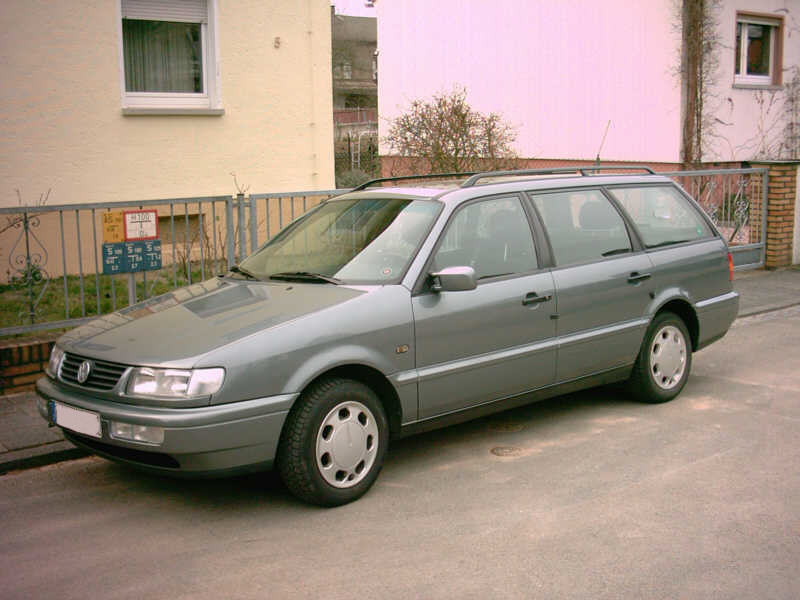
Volkswagen Passat Variant B4

La quarta serie fu un corposo restyling della serie precedente. Eliminando il solco lungo la fiancata, infatti, Volkswagen ottenne un aspetto completamente nuovo, senza peraltro dover sostenere alcuna modifica strutturale sostanziale. Il frontale fu ridisegnato, con nuovi gruppi ottici lunghi e stretti, e soprattutto, con la reintroduzione della griglia anteriore. Anche i gruppi ottici posteriori furono ridisegnati, questi tuttavia senza però cambiarne la sagoma esterna. Il taglio stilistico col passato era notevole, e introduceva il nuovo corso stilistico di Volkswagen.
Gli interni vennero migliorati e aggiornati dal punto di vista dell'estetica e della sicurezza: vennero aggiunti i doppi airbag frontali e i pretensionatori alle cinture di sicurezza.
Per quanto riguarda i motori, venne introdotto il 1.9 TDI a gasolio, un quattro cilindri in linea turbo che generava 210 N·m di coppia a 1.900 giri/min e 90 CV (66 kW) a 3 750 giri/min. I consumi erano ridottissimi: 5,2 L/100 km in autostrada e, associati a un capiente serbatoio di 70 litri, la Passat aveva un'autonomia di oltre 1 300 km con un pieno.
La versione TDI è molto richiesta tutt'oggi sul mercato americano per via dei ridottissimi consumi e per l'abilità del motore di girare anche con biocarburanti. La familiare B4 TDI è ancora più rara, in quanto, negli USA, sono state importate soltanto un migliaio di unità, tutte tra il 1996 e il 1997.

### Versioni ed equipaggiamenti

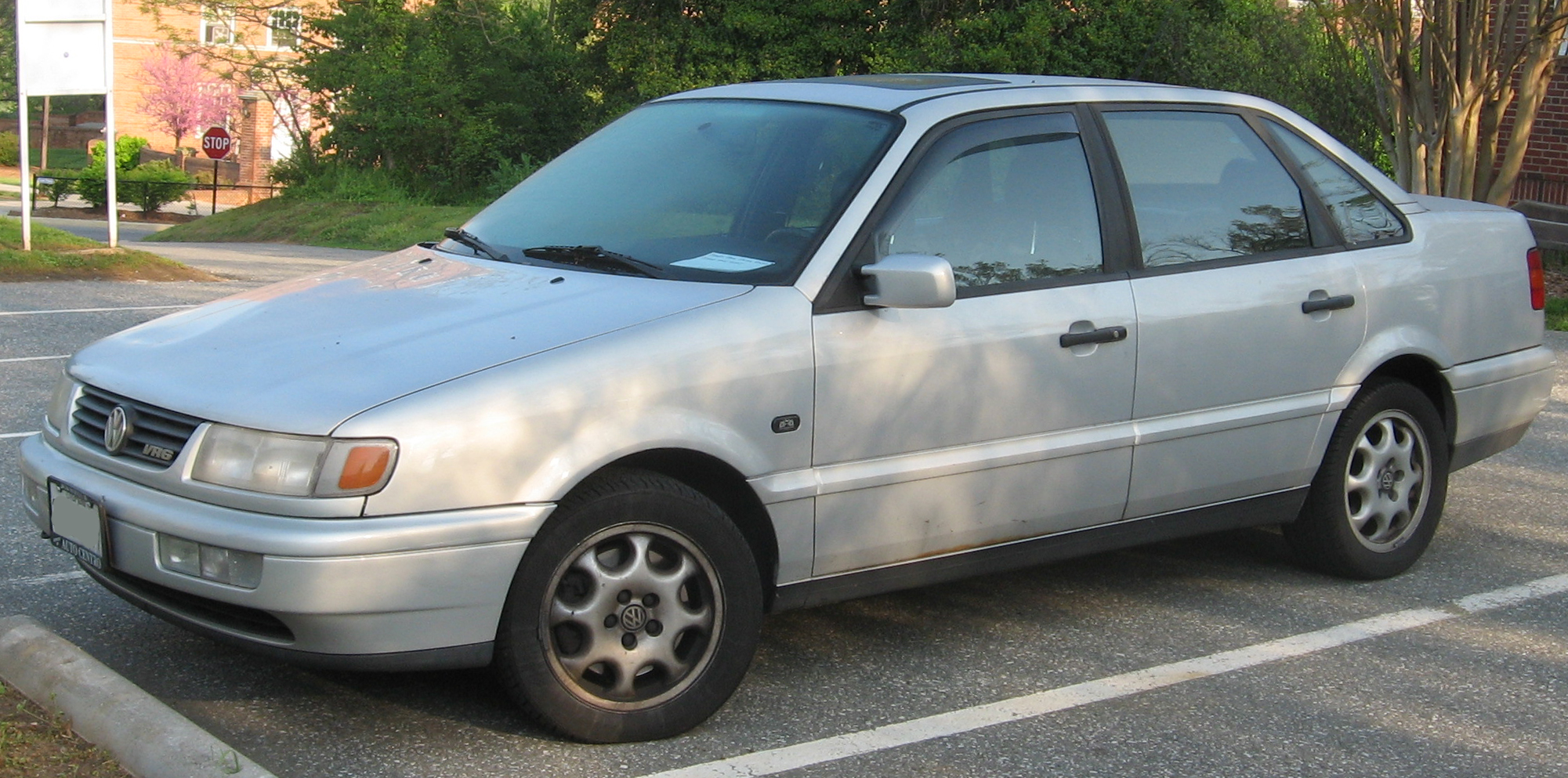
VW Passat GLX VR6 (USA)

Le versioni disponibili in Europa erano la L, CL, GL, GT e VR6, anche se era possibile ordinare una Passat VR6 GL. Negli Stati Uniti erano disponibili solo tre versioni: GLS, GLX e TDI. La GLX aveva il 2.8 litri VR6 Volkswagen, la GLS aveva il 2 litri 8 valvole a benzina e il TDI era il 1.9 litri turbo diesel.
Le versioni canadesi della Passat erano simili alle europee, per un accordo commerciale, che il Canada aveva con l'Europa a suo tempo, che permetteva di vendere legalmente un'automobile, omologata in un qualsiasi stato aderente all'accordo, in tutti gli altri stati aderenti. Comunque il Canada non ottenne né il quattro cilindri 1.8 litri a benzina, né il 1.6 litri turbo diesel. Entrambi, infatti, erano in vendita in Europa allora.
I motori venduti in Messico erano: 2 litri quattro cilindri e 2.8 VR6 a benzina. Le versioni erano GL e GLX. Queste versioni importate erano molto più costose delle altre Volkswagen costruite in loco, per colpa delle tasse d'importazioni e per il fatto che la Passat era costruita unicamente in Germania.

## Motorizzazioni
| Modello             | Disponibilità    | Motore  | Cilindrata (cm³) | Potenza         | Coppia Massima (Nm) | Emissioni CO2 (g/km) | 0–100 km/h (secondi) | Velocità max (km/h) | Consumo medio (km/L) |
| 1.6i cat.           | dal 1994 al 1997 | Benzina | 1595             | 74 kW (101 CV)  | 132                 | n.d                  | 14,7                 | 184                 | 12,4                 |
| 1.8i cat.           | dal 1994 al 1997 | Benzina | 1781             | 66 kW (90 CV)   | 145                 | n.d                  | 14,7                 | 178                 | 12,7                 |
| 2.0i cat. GLi       | dal 1994 al 1995 | Benzina | 1984             | 85 kW (116 CV)  | 166                 | n.d                  | 11,8                 | 195                 | 12,3                 |
| 2.0 16V cat. GLi    | dal 1994 al 1996 | Benzina | 1984             | 110 kW (150 CV) | 180                 | n.d                  | 9,7                  | 210                 | 11,7                 |
| 1.9 TD cat.         | dal 1994 al 1996 | Diesel  | 1896             | 55 kW (75 CV)   | 150                 | n.d                  | 18,0                 | 165                 | 15,3                 |
| 1.9 TDI cat.        | dal 1994 al 1997 | Diesel  | 1896             | 66 kW (90 CV)   | 202                 | n.d                  | 14,1                 | 178                 | 19,0                 |
| 1.9 TDI/110 CV cat. | dal 1996 al 1997 | Diesel  | 1896             | 81 kW (110 CV)  | 225                 | n.d                  | n.d                  | 193                 | 19,6                 |